# 片口村
片口村（かたぐちむら）は、かつて富山県射水郡にあった村。
村名は、一番大きい大字名である片口からとられた。

## 沿革
- 1889年（明治22年）4月1日 - 町村制の施行により、射水郡片口村、久々江村、久々江新村、高場新村、堀上新村、入江村及び堀岡又新村の区域の一部をもって、射水郡片口村が発足する。
- 1893年（明治26年） - 富山城の倉庫の一部を移築して2階建ての村役場を設置（穀物検査駐在所、農会事務所、帝国軍人会事務所も置かれた）[3]。
- 1936年（昭和11年）2月 - 産業組合と併設した2階建ての村役場庁舎（計160.50坪）を新築（村役場事務所と組合事務所の双方から出資した共同建築であった）[3]。
- 1953年（昭和28年）4月1日 - 新湊市に編入する。

## 歴代村長
出典→
1. 江尻伊平（1889年8月 - 1892年3月）
2. 浦山勢十郎（1892年4月 - 1895年10月）
3. 江尻輝允（1895年10月 - 1898年6月）
4. 杉山安兵衛（1898年8月 - 1902年9月）
5. 浦山勢十郎（1902年9月 - 1906年3月）
6. 江尻伊平（1906年5月 - 1907年7月）
7. 浦山勢十郎（1907年8月 - 1912年9月）
8. 江尻三郎（1912年10月 - 1914年5月）
9. 江尻豊太郎（1914年5月 - 1920年12月）
10. 浦山勢十郎（1921年2月 - 1922年5月）
11. 杉山清五郎（1922年6月 - 1926年5月）
12. 江尻豊太郎（1926年6月 - 1928年1月）
13. 浦山勢十郎（1928年2月 - 1929年11月）
14. 杉山安造（1929年12月 - 1945年1月）
15. 水野林蔵（1945年2月 - 1946年11月）
16. 江尻憲一（1947年4月 - 1953年3月）